# 皺皮蛇鰻
皺皮蛇鰻，為輻鰭魚綱鰻鱺目糯鰻亞目蛇鰻科的其中一種，分布於印度太平洋區，包括柬埔寨、越南、印尼及澳洲海域，體長可達95公分，棲息在底層水域，屬肉食性。

## 擴展閱讀
維基物種上的相關：皺皮蛇鰻